# Рейн-Зиг-Экспресс
Рейн-Зиг-Экспресс (RE9) (нем. Rhein-Sieg-Express) — линия пассажирского регионального экспресса в федеральных землях Северный Рейн-Вестфалия и Рейнланд-Пфальц (Германия). Движение экспресса осуществляется по путям, предназначенным для скорых поездов со скоростью 140 км/ч.

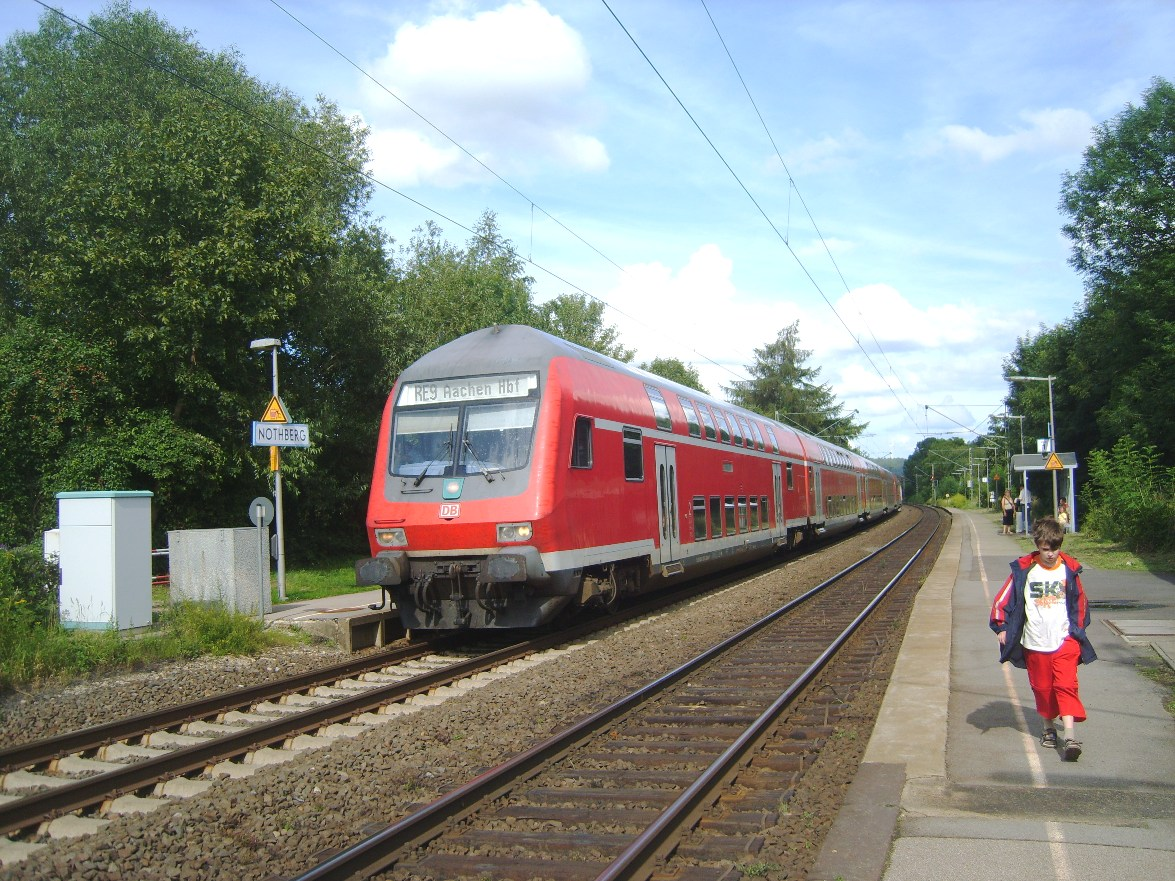
Экспресс RE9 на ныне отменённой станции Эшвайлер-Нотберг

## История
Появление региональных экспрессов на железных дорогах Германии было связано с оптимизацией системы движения. До этого существовали либо пригородные поезда, либо скорые. Чтобы улучшить систему сообщения было решено создать промежуточный класс поездов, передав некоторые функции скорых поездов поездам пригородного сообщения.

Маршрут RE9 был организован в 1998 году, при этом он начинался в Крефельде, откуда следовал на Кёльн, а далее по современному маршруту до Гиссена, расположенного в федеральной земле Гессен. Из-за того, что часть маршрута проходила по частично одноколейному участку вдоль Зига. RE9 был самым склонным к нарушению графика движения экспрессом во всём Северном Рейне-Вестфалии. Опоздания поездов на 30 и более минут были практически нормой. В 2003 году маршрут RE9 и маршрут RE7 поменялись друг с другом на участке до Кёльна. Теперь RE7 стал ходить до Крефельда, а RE9 соответственно до Ахена. Это способствовало стабилизации расписания на обоих маршрутах.

С 12 декабря 2010 года маршрут RE9 с восточной стороны был сокращён до Зигена, и теперь не доходит до границы с Гессеном.

## Железнодорожные участки
Рейн-Экспресс проходит по участкам двух железных дорог:
- железная дорога Кёльн-Ахен;
- железная дорога вдоль Зига.

## Интервал движения
Согласно расписанию, экспресс RE9 ходит один раз в час.